# Pis (Gers)
Pis – miejscowość i gmina we Francji, w regionie Oksytania, w departamencie Gers.
Według danych na styczeń 2018 gminę zamieszkiwało 111 osób, a gęstość zaludnienia wynosiła 21 osób/km².